# Csepreghy Nándor
Csepreghy Nándor (Kolozsvár, 1983. augusztus 22. –) magyar politikus, az Építési és Közlekedési Minisztérium parlamenti államtitkára és miniszterhelyettese.

## Tanulmányai
Középiskolai tanulmányait 1998 és 2002 között a gyulai Karácsonyi János Katolikus Gimnáziumban végezte, majd 2002 és 2008 között a Szegedi Tudományegyetem Bölcsészettudományi Karának hallgatója, ahol előbb történelem, majd kommunikáció szakon, közönségkapcsolatok szakirányon szerzett diplomát.

## Politikai tevékenysége
Politikai pályája 2003-ban vette kezdetét, amikor részt vett a Fidelitas sarkadi alapszervezetének megalapításában; még ebben az évben alelnöknek választották a Fidesz – Magyar Polgári Szövetség frissen megalakult helyi alapszervezetében is. A 2006-os önkormányzati választásokon asszisztensként segítette Oláh Jánost, a Fidesz-KDNP szegedi polgármesterjelöltjét, majd 2007-ben a Fidelitas Országos Elnökségének tagja, 2009-ben operatív alelnöke lett.
A 2008-as magyarországi népszavazáson („szociális” vagy „háromigenes” népszavazás) idején a Fidesz ifjúsági alkampányát vezette. 2010-ben, az országgyűlési választáson a Fidesz-KDNP szegedi képviselőjelöltje, Bohács Zsolt mellett dolgozott kampányfőnökként, az önkormányzati választásokon pedig B. Nagy László, a Fidesz-KDNP színeiben induló szegedi polgármesterjelölt kampánycsapatának volt a tagja.
2011 májusától 2012 novemberéig a Nemzeti Fejlesztési Ügynökség kommunikációs főosztályvezetője, 2013 augusztusáig pedig a Nemzeti Fejlesztési Minisztérium helyettes államtitkára volt. A Miniszterelnökségen 2013 augusztusa óta dolgozik, korábban fejlesztéspolitikai kommunikációért felelős helyettes államtitkárként.
2015. október 8-tól 2018. május 17-ig a Miniszterelnökség parlamenti államtitkára, miniszterhelyettes volt, (ameddig Lázár János volt a minisztere).
2019-től az Áder János által alapított Kék Bolygó Klímavédelmi Alapítványt igazgatja.
2022. május 25-étől az Építési és Közlekedési Minisztérium parlamenti államtitkára és miniszterhelyettese.

## Szakmai tevékenysége
Szakmai pályafutása 2009-ben a Café PR-nál vette kezdetét. Ugyanebben az évben a Csongrád megyei Ifjúsági Közalapítvány vezetőjeként koordinálta a megyei ifjúságkutatást, majd 2011-ben a Polgári Magyarországért Alapítvány képzési igazgatói feladatait látta el. 2008 és 2011 között a Személy-, Vagyonvédelmi és Magánnyomozói Szakmai Kamara kommunikációs vezetője volt.
Szakmai érdeklődésének középpontjában az innováció áll, több interjú is megjelent már vele a témában.

### Interjúk
- Fókuszban a gazdaságfejlesztés (fidesz.hu, 2014. október 28.)
- Az új kihívások új embereket követelnek (eco.hu, 2015. március 9.)